# Luis Salom
Luis Salom (Palma de Mallorca, 1991. augusztus 7. – 2016. június 3.) spanyol motorversenyző.

## Élete
A sorozatban 2009-ben mutatkozhatott be a gyorsaságimotoros-világbajnokság 125 köbcentis géposztályában, s a hetedik versenytől kezdve hivatalos versenyző. Első alkalommal 2011-ben, Assenben állhatott dobogóra, majd egy évvel később a 2012-es indianapolisi nagydíjon megszerezte első futamgyőzelmét is. 2013-ban a valenciai fináléig harcban volt a világbajnoki címért, ám végül a harmadik helyet sikerült csak megszereznie. 2014-től már a Moto2-ben versenyzett, ahol 41 verseny során háromszor állhatott dobogóra.

## Halála
2016 júniusában súlyos balesetet szenvedett a MotoGP Katalán Nagydíján, a Moto2 kategória második szabadedzésén, miután elveszítette uralmát a motorja fölött és a biztonsági falba csapódott. A pályától mindössze 15 percre lévő Sant Cugat del Vallès-i „Hospital General de Catalunya”-ba szállították, de életét az orvosok már megmenteni nem tudták.